# Реакция Сталина на начало Великой Отечественной войны
Реакция Иосифа Сталина на начало Великой Отечественной войны и его поведение в первые дни войны (примерно до обращения к народу 3 июля 1941 года) являются предметом интереса историков и политологов, вызывающим споры.
В частности, по мнению многих авторов, некоторое время вскоре после падения Минска (обычно говорят о периоде 29—30 июня 1941 года) глава советского государства находился в депрессивном, нерабочем и паническом состоянии, называемом иногда прострацией. Есть свидетельства, что 29 июня И. В. Сталин интенсивно работал на даче над постановлением ЦК, поэтому в этот день выезжал из Кремля, все остальные дни июня 1941 года он работал в Кремле, о чем свидетельствуют записи журнала посещений.

## События 22 июня
Реакция Сталина на начало немецкого вторжения 22 июня описана, в частности, в мемуарах Георгия Жукова и Анастаса Микояна. Жуков сообщает, что когда 22 июня, в 4 часа 30 минут утра, он с маршалом Семёном Тимошенко пришёл в Кремль доложить обстановку, Сталин был бледен и сидел за столом, держа в руках пустую не набитую табаком трубку. После доклада Сталин спросил, не провокация ли это немецких генералов, на что Тимошенко ответил: «Немцы бомбят наши города на Украине, в Белоруссии и Прибалтике. Какая же это провокация?» Сталин на это возразил, что «если нужно организовать провокацию, то немецкие генералы бомбят и свои города», после чего добавил: «Гитлер наверняка не знает об этом». Позднее в кабинет вошёл нарком иностранных дел Вячеслав Молотов и сообщил, что германское правительство объявило войну. Сталин, по свидетельству Жукова, «молча опустился на стул и глубоко задумался, наступила длительная, тягостная пауза». Сталин, наконец, разрешил выдать директиву (Директива № 2), но при условии, чтобы войска, за исключением авиации, нигде пока не нарушали немецкую границу; по мнению Жукова, «видимо, он всё еще надеялся как-то избежать войны». Аналогичный момент отметил в своих мемуарах Никита Хрущёв: «Когда мы получили сведения, что немцы открыли огонь, из Москвы было дано указание не отвечать огнём». По мнению Хрущёва, «Сталин не хотел войны и поэтому уверял себя, что Гитлер сдержит свое слово и не нападёт на Советский Союз».
Согласно мемуарным свидетельствам Анастаса Микояна, Сталин в первые дни войны находился в подавленном состоянии, что выразилось, в частности, в его отказе (несмотря на уговоры окружения) выступить с речью к народу в момент начала войны.
Согласно же свидетельству Молотова, Сталин отказался выступать с речью 22 июня по объективным причинам:

Далее он рассказал, как вместе со Сталиным писали обращение к народу, с которым Молотов выступил 22 июня в двенадцать часов дня с центрального телеграфа.

— Почему я, а не Сталин? Он не хотел выступать первым, нужно, чтобы была более ясная картина, какой тон и какой подход. Он, как автомат, сразу не мог на всё ответить, это невозможно. Человек ведь. Но не только человек — это не совсем точно. Он и человек, и политик. Как политик, он должен был и выждать, и кое-что посмотреть, ведь у него манера выступлений была очень чёткая, а сразу сориентироваться, дать чёткий ответ в то время было невозможно. Он сказал, что подождёт несколько дней и выступит, когда прояснится положение на фронтах.
Историк Олег Хлевнюк даёт частично схожее объяснение: в первые дни войны отсутствовала внятная информация о происходящем, высшее руководство страны не вполне понимало реальную обстановку и Сталин просто не знал, что сказать.
Молотов описывал состояние Сталина не как «подавленное», а как «переживал — да, но не показывал наружу». В то же время, как вспоминал управляющий делами Совета народных комиссаров СССР Яков Чадаев, видевший Сталина 22 июня: «Вид у него был усталый, утомлённый, грустный. Его рябое лицо осунулось. В нём проглядывалось подавленное настроение».

## События 29—30 июня

### Создание ГКО
Как отмечает К. В. Плешаков, «его [Сталина] рабочие часы были поразительно коротки и сдвинуты во времени». Получив 29 июня первые и ещё смутные сведения о произошедшем накануне падении Минска, он посетил наркомат обороны (согласно мемуарам Жукова — дважды), где имел «тяжёлую сцену» с Георгием Жуковым.
После этого Сталин уехал на «ближнюю дачу» и заперся там, никого не принимая и не отвечая на телефонные звонки. В таком состоянии он находился до вечера следующего дня, когда (около 17 часов) к нему явилась делегация (Молотов, Берия, Маленков, Ворошилов, Микоян и Вознесенский), просившая его вернуться к власти и возглавить новый чрезвычайный орган управления. После этого был создан Государственный комитет обороны (ГКО) и распределены обязанности между членами Политбюро.

## Данные журнала посещений
С 1924 по 1953 год в Кремле велись журналы записи лиц, принятых Сталиным в своём кабинете. Содержание этих журналов впервые было опубликовано в «Историческом архиве» в 1994—1998 годах, а в 2008 году — в справочнике «На приёме у Сталина».

### «Мина» из приёмной Сталина
Так охарактеризовал этот уникальный документ зам. гл. редактора журнала «Исторический архив», к. ист. наук, доцент кафедры истории российской государственности РАГС Олег Горелов:

Иные специалисты называют эти тетради с записями посетителей, принятых Сталиным в его кремлёвском кабинете, «скрытой сенсацией», «миной замедленного действия», поскольку они таят в себе много неожиданного, сулят раскрытие множества загадок.
Также О. Горелов отмечает, что «распространено мнение о том, что Сталин впал в глубокую прострацию, узнав, что Гитлер нарушил Пакт о ненападении и напал на СССР. Этому эпизоду посвящено немало кинофильмов, множество книг». Но, анализируя документы, автор делает вывод — «до 28 июня включительно заседания в кабинете Сталина проходили ежедневно; за 29—30 июня записи о посещениях отсутствуют и возобновляются 1 июля 1941 г.».

### Посетители кабинета Сталина за 28 июня 1941 г.
Из журнала посетителей кремлёвского кабинета Сталина за 28 июня 1941 г.:
1. т. Молотов вход в 19-35 м выход 00-50 м.
2. т. Маленков вход 19-35 м выход 23-10 м.
3. т. Буденный вход 19-35 м выход 19-50 м.
4. т. Меркулов вход 19-45 м выход 20-05 м.
5. т. Булганин вход 20-15 м выход 20-20 м.
6. т. Жигарев вход 20-20 м выход 22-10 м.
7. т. Петров вход 20-20 м выход 22-10 м.
8. т. Булганин вход 20-40 м выход 20-45 м.
9. т. Тимошенко вход 21-30 м выход 23-10 м.
10. т. Жуков вход 21-30 м выход 23-10 м.
11. т. Голиков вход 21-30 м выход 22-55 м.
12. т. Кузнецов вход в 21-50 м выход 23-10 м.
13. т. Кабанов вход 22-00 м выход 22-10 м.
14. т. Стефановский вход 22-00 м выход 22-10 м.
15. т. Супрун вход 22-00 м выход 22-10 м.
16. т. Берия вход 22-40 м выход 00-50 м.
17. т. Устинов вход 22-55 м выход 23-10 м.
18. т. Яковлев из ГАУНКО вход 22-55 м выход 23-10 м.
19. т. Щербаков вход 22-10 м выход 23-30 м.
20. т. Микоян вход 23-30 м выход 00-50 м.
21. т. Меркулов вход 24-00 м выход 00-15 м. Последние вышли в 00-50 м.

Данные журнала посещений кабинета Сталина показывают, что до 28 июня включительно он ежедневно принимал посетителей в своём кремлёвском кабинете; в ночь с 28 на 29 июня у него были Берия и Микоян, которые покинули кабинет около 1 часа ночи. После этого записи прекращаются и за 29—30 июня совершенно отсутствуют, что показывает, что Сталин в эти дни в своём кабинете в Кремле никого не принимал. Записи возобновляются только 1 июля, и первые, кого принимал Сталин — Молотов, Микоян, Маленков, Берия, Тимошенко и Жуков (в основном те, кто, как следует из их воспоминаний, ездили на дачу к Сталину).

## Свидетельства участников событий

### События 29 июня. Визит Сталина в Наркомат обороны
По свидетельству Г. К. Жукова, 29 июня И. В. Сталин дважды приезжал в Наркомат обороны, в Ставку Главного Командования, и оба раза крайне резко реагировал на сложившуюся обстановку на западном стратегическом направлении.
По свидетельству А. И. Микояна, 29 июня вечером у Сталина в Кремле собрались Молотов, Маленков, автор воспоминаний и Берия. В связи с тяжёлым положением Западного фронта Сталин позвонил в Наркомат обороны Тимошенко, но тот ничего путного о положении на Западном направлении сказать не смог. Встревоженный таким ходом дела, Сталин предложил всем поехать в Наркомат обороны и на месте разобраться с обстановкой. В Наркомате Сталин держался спокойно, спрашивал, где командование Белорусским военным округом, какая имеется связь. Жуков докладывал, что связь потеряна и за весь день восстановить её не могли. Затем Сталин спрашивал о том, почему допустили прорыв немцев, какие меры приняты к налаживанию связи и так далее. Жуков ответил, какие меры приняты, сказал, что послали людей, но сколько времени потребуется для установления связи, никто не знает. Около получаса говорили довольно спокойно, но вскоре Сталин взорвался: «что за Генеральный штаб, что за начальник Штаба, который так растерялся, не имеет связи с войсками, никого не представляет и никем не командует, раз нет связи, Штаб бессилен руководить»! Такой окрик Сталина был для Жукова оскорбительным, и он выбежал в другую комнату (по словам Микояна, он «буквально разрыдался»). Молотов пошёл за ним. Все присутствовавшие были в удручённом состоянии. Минут через 5—10 Молотов привел внешне спокойного Жукова. Сталин предложил, чтобы на связь с Белорусским военным округом пошёл Кулик, а затем пошлют других людей. Такое задание было дано позднее Ворошилову.
Сталин был настолько удручен, что, когда вышли из наркомата, сказал: «Ленин оставил нам великое наследие, мы — его наследники — все это просрали…». Все были поражены этим высказыванием Сталина и посчитали, что это он сказал в состоянии аффекта.

### События 30 июня. Сталин на даче и приезд к нему членов Политбюро
Согласно воспоминаниям А. И. Микояна, «через день-два» после описанных выше событий около четырёх часов, его и находившегося у него в кабинете Вознесенского пригласил к себе Молотов. У Молотова уже были Маленков, Ворошилов, Берия, который выдвинул вопрос о необходимости создания Государственного Комитета Обороны, которому отошла бы вся полнота власти в стране. Договорились во главе ГКО поставить Сталина, об остальном составе ГКО не говорили. Все считали, что руководство и авторитет Сталина облегчат мобилизацию и руководство всеми военными действиями. После чего решили поехать к Сталину, который был в это время на ближней даче. Молотов, правда, сказал, что у Сталина такая прострация, что он ничем не интересуется, потерял инициативу, находится в плохом состоянии. Тогда Вознесенский, возмущенный всем услышанным, высказался в том смысле, что если Сталин будет себя так же вести и дальше, то Молотов должен вести за собой остальных членов Политбюро, и те пойдут за ним. Когда приехали на дачу к Сталину, то застали его в малой столовой сидящим в кресле. Он, по воспоминаниям Микояна «вжался в кресло» (так, что у автора мелькнула мысль, что Сталин ждал ареста), вопросительно посмотрел на пришедших и спросил: зачем пришли? Микояну вид Сталина и его вопрос показались странными: ведь, по мнению Микояна, Сталин сам должен был созвать Политбюро. Молотов от имени всех сказал, что нужно сконцентрировать власть, чтобы быстро все решалось, чтобы страну поставить на ноги. Во главе такого органа должен быть Сталин. Сталин посмотрел удивленно, никаких возражений не высказал, сказал «хорошо». Тогда Берия сказал, что нужно назначить пять членов Государственного Комитета Обороны: Сталин будет во главе, затем Молотов, Ворошилов, Маленков и Берия. Сталин заметил, что надо включить Микояна и Вознесенского. Однако, тут завязался спор о разделе сфер обязанностей, который постепенно удалось уладить.
Н. С. Хрущёв, в Москве в указанные дни не присутствовавший, в своих надиктованных в отставке мемуарах пересказывает воспоминания Берии о том, что когда началась война, у Сталина собрались члены Политбюро (или только определённая группа, которая чаще всего собиралась у Сталина). Сталин, со слов Берии, морально был совершенно подавлен и сделал заявление: «Началась война, она развивается катастрофически. Ленин оставил нам пролетарское Советское государство, а мы его просрали», после чего объявил об отказе от руководства государством, сел в машину и уехал на ближнюю дачу. Через некоторое время после этого Берия посовещался с Молотовым, Кагановичем и Ворошиловым, и они и решили поехать к Сталину, чтобы вернуть его к деятельности, использовать его имя и способности для организации обороны страны. Когда они приехали к нему на дачу, то Берия по лицу Сталина увидел, что тот очень испугался, решив, что члены Политбюро приехали арестовать его за то, что он отказался от своей роли и ничего не предпринимает для организации отпора немецкому нашествию. Однако Сталина стали убеждать, что страна огромная, что есть возможность организоваться, мобилизовать промышленность и людей, сделать всё, чтобы поднять народ против Гитлера. Сталин пришёл в себя, после чего распределили, кто за что возьмётся по организации обороны, военной промышленности и прочего.
Согласно воспоминаниям Г. К. Жукова, 30 июня И. В. Сталин позвонил в Генштаб, приказал вызвать в Москву с фронта генерала Павлова, также в конце июня И. В. Сталин вновь произвел изменения в военном руководстве — 30 июня начальником штаба Северо-Западного фронта был назначен генерал-лейтенант Н. Ф. Ватутин, а первым заместителем начальника Генерального штаба был назначен А. М. Василевский (не отмечая, в какое время суток это произошло). Версию о прострации И. В. Сталина Г. К. Жуков категорически отвергает, в том числе, имея в виду миф о якобы нерабочем состоянии Сталина на протяжении всех первых дней войны: «Говорят, что в первую неделю войны И. В. Сталин якобы так растерялся, что не мог даже выступить по радио с речью и поручил своё выступление В. М. Молотову. Это суждение не соответствует действительности». Однако, в другой части своей книги Жуков пишет следующее: «Он в течение первого дня не мог по-настоящему взять себя в руки и твердо руководить событиями. Шок, произведенный на И. В. Сталина нападением врага, был настолько силен, что у него даже понизился звук голоса, а его распоряжения по организации вооруженной борьбы не всегда отвечали сложившейся обстановке.»
В. М. Молотов, в разговоре с писателем Ф. И. Чуевым вспоминал, что Сталин «дня два-три» находился на даче и не показывался соратникам. По его словам, Сталин был твёрд, но при этом переживал и был «немножко подавлен». Общую атмосферу Молотов описывал так: «Он не ругался, но не по себе было.».
Молотов также подтвердил мнение, высказанное С. М. Штеменко: «Был ли Сталин первые дни в панике? Не думаю, чтобы он был в панике. В штабе этого не чувствовалось. Если бы Сталин был в панике, это обязательно бы отразилось на нашей работе»
Сам же Сталин признался на одном из обедов, что ночь с 29 на 30 июня 1941 г. была для него самой тяжелой и памятной.

## Мнения историков
Касаясь событий, непосредственно предшествовавших нервному срыву Сталина, историки отмечают, что сведения о визите Сталина в Наркомат Обороны противоречивы (неясно, сколько раз он там побывал: дважды, как утверждает Жуков, или один раз, как утверждают другие мемуаристы). Вопреки утверждению Микояна, что срыв произошёл вечером 29 июня, считается, что эпизод имел место в ночь с 28 на 29 июня (между 1 и 2 часами, когда Сталин уехал в Кунцево). Таким образом, хронология событий «сдвинута» Микояном на сутки. По мнению Роя Медведева, после опубликования записей Журнала посещений, вопрос о том, что Сталин отстранился от руководства военными действиями, был «прояснен». Об отказе Сталина от руководства, как об установленном факте, пишет М. И. Мельтюхов (со ссылкой на мемуары Хрущева и журнал посещений).
Историк К. В. Плешаков дает такую оценку происшедшему:

Судя по всему, сдача города [Минска] просто оказалась последней каплей для «вождя», полностью разрушив выдуманный им мир и повергнув его в пучину отчаяния. […] День 30 июня мог оказаться началом конца Сталина. Он на время выпустил из рук штурвал, и это совпало с драматическими территориальными и людскими потерями — беспрецедентное поражение в истории России. […] Визит 30 июня вернул Сталина к жизни. […] Как только они [соратники] заговорили, стало ясно, что они по-прежнему его боятся, так что в конечном итоге Сталину удалось выйти победителем; даже после публичного заявления, что он «просрал» войну, никто не решился его прямо обвинить в этом.
Исследователь Р. А. Медведев характеризует происшедшее 29-30 июня как «кризис руководства», поскольку, по его мнению, при системе жёсткой сверхцентрализации, созданной Сталиным, только к нему лично сходились «все нити управления страной и армией» и в его отсутствие никто не мог эффективно управлять государством. Однако, в новой книге Роя и Жореса Медведевых высказывается уже другая гипотеза, что создание ГКО было инициативой самого Сталина, которую он и обдумывал в Кунцево в дни своего отсутствия в Кремле. Кроме того братья Медведевы сомневаются в рассказе Микояна, на том основании, что по их мнению, он неверно описал взаимоотношения со Сталиным (спор со Сталиным членов Политбюро они считают невозможным). Согласно их точке зрения, и идею о ГКО не могли придумать Молотов или Берия — концентрация в стране власти в форме подобного нового и надпартийного органа могла быть лишь инициативой самого Сталина. В целом, по мнению Роя Медведева, «нет оснований сегодня придавать этому эпизоду слишком большое значение, хотя и игнорировать его также нет никаких оснований».
К. Плешаков в частности отвергает реальность такого эпизода, как звонок Сталина Жукову 30 июня с требованием отозвать Павлова (эпизод, сам по себе не опровергающий версию о прострации). По его мнению, из сопоставления источников очевидно, что смена командования на Западном фронте произошла 1 июля; скорее всего, полагает он, Жукова подвела память.
Британский историк, доктор исторических наук, Саймон Монтефиоре в своём интервью «Le Nouvel Observateur» заявлял, что «29 июня он [Сталин] уехал на свою дачу, где в течение двух дней находился в полной прострации». В то же время в своей работе «Сталин: двор красного монарха», воспроизведя сведения из мемуаров Микояна, Монтефиоре высказывает предположение, что происшедшее могло быть гораздо сложнее:

Вопрос, был ли у Сталина на самом деле нервный срыв, или он просто решил разыграть перед товарищами спектакль, конечно очень интересен. Надо отметить, что во всех поступках и действиях Иосифа Виссарионовича, этого ловкого политика и не менее умелого актёра, никогда не было ничего чёткого и понятного. Нервный срыв представляется вполне правдоподобным и возможным. Сталин был сильно подавлен неудачами на фронте и смертельно устал. […] Его срыв был вполне объяснимой реакцией на собственную неспособность правильно просчитать действия Гитлера. […] С другой стороны, несомненно, были правы и Вячеслав Молотов с Анастасом Микояном, полагавшие, что Сталин «ломает комедию». […] Сталинское самоустранение позволило ему решить несколько серьёзных задач. Во-первых, он оказался во главе нового «Политбюро», которое теперь называлось несколько иначе — ГКО. Во-вторых, как бы подвел черту под всеми прежними ошибками и промахами.

## Версия Хрущёва о неработоспособности Сталина в период 22 июня — 3 июля

### Первое упоминание о неработоспособности Сталина
Рой Медведев отмечает, что «историю о том, что Сталин в первые дни войны впал в неожиданную депрессию и отказался от руководства страной „на долгое время“, впервые рассказал Хрущёв» в своём знаменитом докладе на XX съезде:

Было бы неправильным не сказать о том, что после первых тяжёлых неудач и поражений на фронтах Сталин считал, что наступил конец. В одной из бесед в эти дни он заявил:
 — То, что создал Ленин, все это мы безвозвратно растеряли.
После этого он долгое время фактически не руководил военными операциями и вообще не приступал к делам и вернулся к руководству только тогда, когда к нему пришли некоторые члены Политбюро и сказали, что нужно безотлагательно принимать такие-то меры для того, чтобы поправить положение дел на фронте.

### Версия «отказа от руководства» в мемуарах Хрущёва
Этот рассказ был повторён Хрущёвым также в его «Воспоминаниях», записанных в конце 60-х годов на магнитофонную ленту его сыном Сергеем:

Берия рассказал следующее: когда началась война, у Сталина собрались члены Политбюро. Не знаю, все или только определённая группа, которая чаще всего собиралась у Сталина. Сталин морально был совершенно подавлен и сделал такое заявление: „Началась война, она развивается катастрофически. Ленин оставил нам пролетарское Советское государство, а мы его просрали“. Буквально так и выразился. „Я, — говорит — отказываюсь от руководства“, — и ушёл. Ушел, сел в машину и уехал на Ближнюю дачу.

При этом Р. Медведев обращает внимание, что «сам Хрущёв в начале войны находился в Киеве, он ничего не знал о том, что происходило в Кремле, и ссылался в данном случае на рассказ Берии: „Берия рассказал следующее…“».

## Версии историков о состоянии Сталина в первые дни войны
Среди историков-советологов существуют различные мнения о глубине и длительности ступора, в котором находился Сталин:
- Американский политолог, доктор исторических наук, советолог, профессор Принстонского университета Роберт Такер: «Состояние Сталина можно охарактеризовать как сильную панику»[9]
- Старший преподаватель кафедры политологии Лондонского университета Мартин Маколи: «Сталин впал в шоковое состояние»[3]
- Рой Медведев: «Сталин впал в глубокую депрессию»[4]
- Профессор истории Гарвардского университета Адам Улам: «У Сталина была нервная прострация»[5]
- Историк, профессор и председатель Ученого совета американской военной академии Авторханов[неавторитетный источник]: «Сталин фактически стал дезертиром»[6]

Версия о прострации, наряду с известным фактом отсутствия публичных выступлений Сталина в первые 10 дней войны, привела к распространённому представлению, будто весь период с начала войны и вплоть до 3 июля Сталин находился в прострации. В биографии Сталина, вышедшей в США и Англии в 1990 году и ставшей основой телесериала, сообщается (уже без ссылки на Хрущёва и Берия): 

Сталин был в прострации. В течение недели он редко выходил из своей виллы в Кунцево. Его имя исчезло из газет. В течение 10 дней Советский Союз не имел лидера. Только 1 июля Сталин пришёл в себя.
— (Джонатан Люис, Филип Вайтхед. «Сталин». Нью-Йорк, 1990. с. 805)
В сатирическом рассказе Владимира Войновича «В кругу друзей» (1967) это представление доведено до гротеска: «Но он не проснулся ни завтра, ни послезавтра и, как показывают заслуживающие доверия источники, провел следующие 10 дней в летаргическом сне».
Как отмечает Рой Медведев по поводу мнений о десятидневной прострации Сталина в начале войны:

Сегодня многие из историков считают подобного рода рассказы или очень большим преувеличением, или просто выдумкой.
По словам К. Плешакова, утверждения, что Сталин «либо впал в полную прострацию, либо никогда не выпускал штурвал из рук», в одинаковой степени неверны: в эти дни «штурвал он держал в руках — но руки его были нетвёрды».